# April Ashley
Pour les articles homonymes, voir Ashley.
April Ashley, née homme sous le nom de George Jamieson le 29 avril 1935 à Liverpool (Angleterre) et morte le 27 décembre 2021 à Londres, est une des personnalités transgenres les plus célèbres au monde. En 1961, après avoir secrètement effectué une chirurgie de réattribution sexuelle et être notamment devenue mannequin pour Vogue, le tabloïd à scandales The Sunday People effectue son outing en révélant sa transidentité.
Les univers de la mode et du cinéma, encore peu coutumiers du fait, lui ferment immédiatement leurs portes, mais ce parfum de scandale en fait alors une personnalité mondaine très en vue, courtisée par tout le Swinging London. Tout le monde veut la connaître, de Peter O'Toole à Omar Sharif. Grande habituée des scandales sexuels, elle ne cesse de faire les gros titres de la presse people.
En 1963, elle épouse Arthur Corbett (en), un futur baron, mais ils se séparent sans divorcer après deux semaines. En 1966, Corbett intente une action en annulation de mariage au motif qu'April Ashley était de sexe masculin à la naissance et que le mariage est donc nul et non avenu. Le tribunal juge en sa faveur et, créant un précédent, ce procès retentissant qui fit la Une de tous les journaux britanniques durant des mois est le premier d'une longue suite d'annulations de mariages jugés non conformes car contractés avec des personnes ayant réalisé un changement de sexe.
Pour April Ashley, c'est le début d'une longue campagne pour la reconnaissance juridique et sociale de la transidentité. Au 21e siècle, elle devient l'héroïne d'un mouvement social et politique mené par des juristes militants qui dépasse les considérations biologiques pour intégrer des considérations sociales et psychologiques. Les personnes transgenres sont progressivement reconnues et se voient accorder de nouveaux droits : c'est notamment, au Royaume-Uni, l'avènement du Gender Recognition Act 2004  qui permet aux personnes souffrant de dysphorie de genre de changer leur sexe légal.
En 2012, April Ashley est faite membre de l'ordre de l'Empire britannique (MBE) pour sa contribution à ces avancées et en 2016, reçoit de l'université de Liverpool un doctorat honoris causa en droit pour son travail sur l'égalité transgenre au sein du Royaume-Uni.

## Biographie

### Premières années
Née à Liverpool et assignée homme sous le nom de George Jamieson, April Ashley est la quatrième des six enfants d'un père alcoolique et d'une mère qui la bat. Elle souffre à la fois d'enurésie et d'hypocalcémie, ce qui lui impose des injections hebdomadaires de calcium. Depuis l'âge de trois ans, elle sait qu'elle est « différente ». Elle possède une troisième rangée de dents qui lui poussent dans le palais et ses organes génitaux ne se développent pas normalement : « Mon souvenir le plus marquant est celui de gens qui me regardent et demandent à ma mère, « Qu'est-ce que c'est ? » se souvient April. « Je n'étais qu'un enfant, mais j'étais déjà un monstre. »
Un voisin la prend pour cible et en abuse sexuellement. Avant même d'être en âge de savoir ce qu'est le sexe, elle en sait suffisamment pour être incertaine sur son propre genre : « À l'époque, personne ne savait rien de la confusion des genres, alors il n'y avait aucune aide. »

### Des années 1950 à 1970
« Quand j'ai eu 15 ans, ça a empiré. Je ne me développais pas comme un garçon – je n'avais pas de pilosité faciale et ma voix n'avait pas mué. J'ai essayé de m'intégrer, j'ai regardé tous les films de Robert Mitchum et j'ai essayé de copier sa démarche, mais c'était ridicule. J'étais cette fille piégée dans un corps qui n'était ni garçon ni fille. Et tout le monde pensait que j'étais folle. »
Efféminée et de faible constitution, elle est perçue comme un phénomène de foire et victime de violences durant toute sa scolarité. En 1951, à l'âge de 16 ans, dans une vaine tentative de se masculiniser, elle rejoint la marine marchande, mais après deux ans en mer, une fois de plus la cible de violences transphobes, elle tente vainement de se suicider en se jetant dans la Mersey, un fleuve qui traverse Liverpool,. Une seconde tentative de suicide à l'âge de 17 ans entraîne son internement à l'institution psychiatrique d'Ormskirk où on la ligote sur son lit, lui inflige un traitement hormonal et lui impose des électrochocs : « Traitement électrique, traitement médicamenteux, traitement à l'éther, traitement aux hormones mâles. C'était incroyablement dur. Vous n'aviez personne à qui parler. Mais j'y ai survécu. ». Dans son livre The First Lady, Ashley relate également le viol qu'un colocataire lui y a fait subir et décrit les blessures qu'il lui infligea.
Après sa sortie de l'hôpital, elle se rend à Londres et vit dans une pension de famille où elle aurait partagé un logement avec un certain John Prescott qui, plus tard, devint vice-premier ministre du Royaume-Uni. Ayant commencé à se travestir, elle se rend à Paris dans les années 1950, se met à utiliser le  nom d'April E comme drag queen et rejoint la troupe du cabaret de travestis Carrousel de Paris menée par Coccinelle, célèbre artiste trans. « Je suppose que je me suis jetée dans la scène du travestissement parce que, tout à coup, un milieu m'acceptait », se souvient-elle.

### Transition
À l'âge de 25 ans, en mai 1960, ayant épargné 3 000 livres, April Ashley effectue au Maroc une opération de chirurgie de réattribution sexuelle longue de sept heures par le Dr Georges Burou. Elle perd tous ses cheveux et souffre énormément, mais l'opération réussit. Ses blessures guéries, elle se met à l'épreuve en couchant avec un vieil ami pour « voir ce que cela faisait d'être une vraie femme ». Le sentiment de triomphe — et de plaisir, selon elle — est sans commune mesure : « J'ai toujours eu ce pouvoir incroyable sur les hommes. Ils tombaient à mes pieds, même quand j'étais un garçon. Maintenant, j'avais les outils, si vous voulez, pour en tirer le meilleur parti. C'était le sentiment le plus merveilleux. »
| Images externes                           | |
| April Ashley avant et après sa transition | |
|                                           | Avant : April Ashley photographiée sous les traits de George, plusieurs années avant d'être opérée.                            |
|                                           | Après : elle fit les beaux jours du magazine Vogue et a travaillé avec des photographes comme Terence Donovan et David Bailey. |

### Révélations publiques
De retour en Angleterre, elle se met à utiliser le nom d'April Ashley. Elle devient un mannequin de lingerie, apparaissant dans Vogue, photographiée par David Bailey ou Terence Donovan. Elle gagne un petit rôle dans le film Astronautes malgré eux (The Road to Hong Kong) avec Bing Crosby et Bob Hope comme vedettes.
En 1961, un de ses amis vend le récit de son histoire au tabloïd à scandales The Sunday People qui effectue son outing en révélant sa transidentité dans un article titré Son secret est découvert. Elle devient un centre d'attention et de scandale, et son crédit cinématographique est instantanément détruit. Son nom est même effacé du générique du film auquel elle a participé. L'univers de la mode, encore peu coutumier du fait, lui ferme également ses portes, mais ce parfum de scandale en fait alors une socialite très en vue, courtisée par tout le Swinging London. Tout le monde veut la connaître, de Peter O'Toole à Omar Sharif : « Les gens me suppliaient d'aller au lit avec eux. Toute l'aristocratie. Je savais que lorsque j'entrais dans une pièce, tout s'arrêtait. [...] Tout le monde voulait rencontrer le monstre. »
Grande habituée des scandales sexuels, elle ne cesse de faire les gros titres de la presse people. Au faîte de sa gloire, elle affirme avoir été sollicitée par Salvador Dali et Picasso. Plus tard, même Paul McCartney, affirme-t-elle, lui a fait savoir qu'il était intéressé.
« C'était une époque dingue et merveilleuse. Pourquoi ne pas en profiter ? Cela a toujours été ma philosophie. Je sais plus que quiconque comment les gens peuvent juger, mais je sais aussi que si vous êtes fidèle à vous-même, c'est tout ce qui compte. »
En 1963, elle épouse Arthur Corbett (en), un propriétaire de boîte de nuit marié avec quatre enfants, héritier d'un domaine de 2 340 hectares, futur baron et lui-même un travesti, mais ils se séparent sans divorcer après deux semaines. Les avocats d'Ashley écrivent à Corbett en 1966 pour exiger le paiement d'une pension alimentaire, mais Corbett répond en intentant une action en annulation de mariage. En 1970, elle est accordée par le tribunal au motif que Corbett est un déviant et qu'Ashley était de sexe masculin à la naissance. Ce procès retentissant qui fit la Une de tous les journaux britanniques durant des mois est connu comme celui de Corbett contre Corbett (en),. Créant un précédent, il est le premier d'une longue suite d'annulations de mariages jugés nuls et non avenus car contractés avec des personnes ayant effectué un changement de genre : « C'était tout simplement cruel. Beaucoup de gens ont souffert à cause de ce divorce » dit April. « Les transsexuels n'ont pas reçu de reconnaissance légale complète avant 2002. C'était une discrimination tellement mesquine. »
Au cours des décennies qui ont suivi, la loi s'est rangée du côté des Ashley de ce monde. April est devenue une commentatrice très demandée sur les questions de changement de genre, et elle s'est toujours exprimée avec force sur les droits des personnes piégées entre les sexes.

### 1970-2021
À la suite de son outing par le Sunday People, April Ashley ne trouve plus de travail en Angleterre et c'est grâce à la gentillesse de quelques amis qu'en 1970, elle est engagée comme hôtesse d'accueil chez April and Desmonds (AD8), un restaurant du quartier de Knightsbridge, à Londres. Grâce à elle, le lieu devient vite un espace de réunion mondain, mais après avoir subi une crise cardiaque, elle se retire pendant quelques années à Hay-on-Wye, au Pays de Galles.
En 1982, elle publie April Ashley's Odyssey, une autobiographie écrite avec Duncan Fallowell dans laquelle elle affirme qu'Amanda Lear est née de sexe masculin et qu'elles ont travaillé ensemble au cabaret Carrousel de Paris où Lear utilisait le nom de Péki d'Oslo. Les deux femmes étaient de grandes amies, mais selon son deuxième ouvrage, The First Lady, elles eurent un désaccord majeur et ne se parlent plus depuis des années.
Dans les années 1980, April Ashley s'installe en Californie où elle travaille dans une galerie d'art et se marie avec Jeffrey West sur le navire de croisière RMS Queen Mary à Long Beach. Le couple se sépare dans les années 1990.
De retour en Angleterre, elle poursuit sa campagne pour la reconnaissance juridique et sociale de sa féminité, mais également de la transidentité. Au 21e siècle, elle devient l'héroïne d'un mouvement social et politique mené par des juristes militants qui dépasse les considérations biologiques pour intégrer des considérations sociales et psychologiques. Les personnes transgenres sont progressivement reconnues et se voient accorder de nouveaux droits en matière de genre, notamment avec le passage, au Royaume-Uni, du Gender Recognition Act 2004 qui permet aux personnes souffrant de dysphorie de genre de changer leur sexe légal.
En 2005, avec l'aide, pour la procédure, du vice-Premier ministre du Royaume-Uni John Prescott qui la connaissait depuis les années 1950 et avec qui elle avait cohabité, April Ashley est  légalement reconnue comme femme et obtient un nouveau certificat de naissance qui certifie qu'elle est née femme. Elle donne ensuite des conférences autobiographiques dans le cadre du Festival Homotopia (en) au St. George's Hall de Liverpool en 2008, et au South Bank Centre de Londres en 2009.
En 2006, April Ashley publie une deuxième autobiographie, The First Lady, et apparaît sur des chaînes de télévision telles que Channel Five News, This Morning (en) et BBC News. Dans une interview, elle déclare : « C'est la véritable histoire et elle contient beaucoup de choses que je ne pouvais pas dire en 1982 », y compris des détails de ses relations supposées avec Michael Hutchence, Peter O'Toole, Omar Sharif, le sculpteur Grayson Perry et le futur 19e Duc del Infantado, parmi d'autres. La plupart des acteurs mentionnés comme ayant été un de ses amants ont nié la véracité de ces allégations.
Une biographie de Peter O'Toole réfute également l'affirmation d'une liaison avec Ashley. Cette dernière affirme qu'il l'a rencontrée en Espagne lors d'un tournage, mais Siân Phillips, qui était à l'époque la femme de l'acteur, assure qu'elle-même était avec lui à ce moment-là et qu'elle savait que la relation était platonique.
En 2012, April Ashley  est faite membre de l'ordre de l'Empire britannique (MBE) pour ses avancées sur les questions transgenres et en 2016, reçoit de l'université de Liverpool un doctorat honoris causa en droit pour son travail sur l'égalité transgenre au sein du Royaume-Uni.
Depuis son retour en Angleterre, April Ashley vivait modestement à Fulham (West London). Elle meurt le 27 décembre 2021, à l'âge de 86 ans

## Hommages et distinctions
- Au cours des Birthday Honours de 2012 (en), April Ashley est faite membre de l'ordre de l'Empire britannique (MBE)  pour ses services rendus à l'égalité transgenre[23] ;
- De septembre 2013 à mars 2015, une exposition concernant l'expérience transgenre, « April Ashley : portrait of a Lady », se tient au Musée de Liverpool et attire 930 000 visiteurs[24],[25] ;
- En 2014, au cours des European Diversity Awards, April Ashley reçoit une distinction pour l'ensemble de son action[26] ;
- En 2016, lors de la cérémonie de remise des diplômes de décembre, April Ashley reçoit de l'université de Liverpool un doctorat honoris causa en droit pour son travail sur l'égalité transgenre au sein du Royaume-Uni[20],[27],[28].

## Publications
- (en) April Ashley et Duncan Fallowell, April Ashley's Odyssey, Londres, Jonathan Cape, 1982 (ISBN 0-224-01849-3, lire en ligne [archive du 8 septembre 2010]).
- (en) April Ashley et Douglas Thompson, The First Lady, Londres, John Blake Publishing Ltd, 2006 (ISBN 1-84454-231-9).

### Articles de presse
- (en) April Ashley, model, actor and transgender activist, dies aged 86, sur The Guardian.
- (en) April Ashley obituary, sur The Times.
- (en) How Prescott made a woman out of me, Jenny Johnston, 3 juin 2006, sur le Daily Mail.